# 朴鎭琇
朴 鎭琇（パク・ジンス、1987年3月1日 - ）は、韓国出身のプロサッカー選手。ポジションはMF。弟はサッカー選手の朴亨鎮。

## 人物

### 高麗大学校時代
2006年に高麗大学校に入学。2006年に韓国U-19代表でカタール国際ユーストーナメントに出場。2009年にユニバーシアード韓国代表に選出され、ウクライナ戦で1ゴールを挙げた。世代別代表では主にボランチを務めた。2010年2月に高麗大学校を卒業。

### コンサドーレ札幌時代

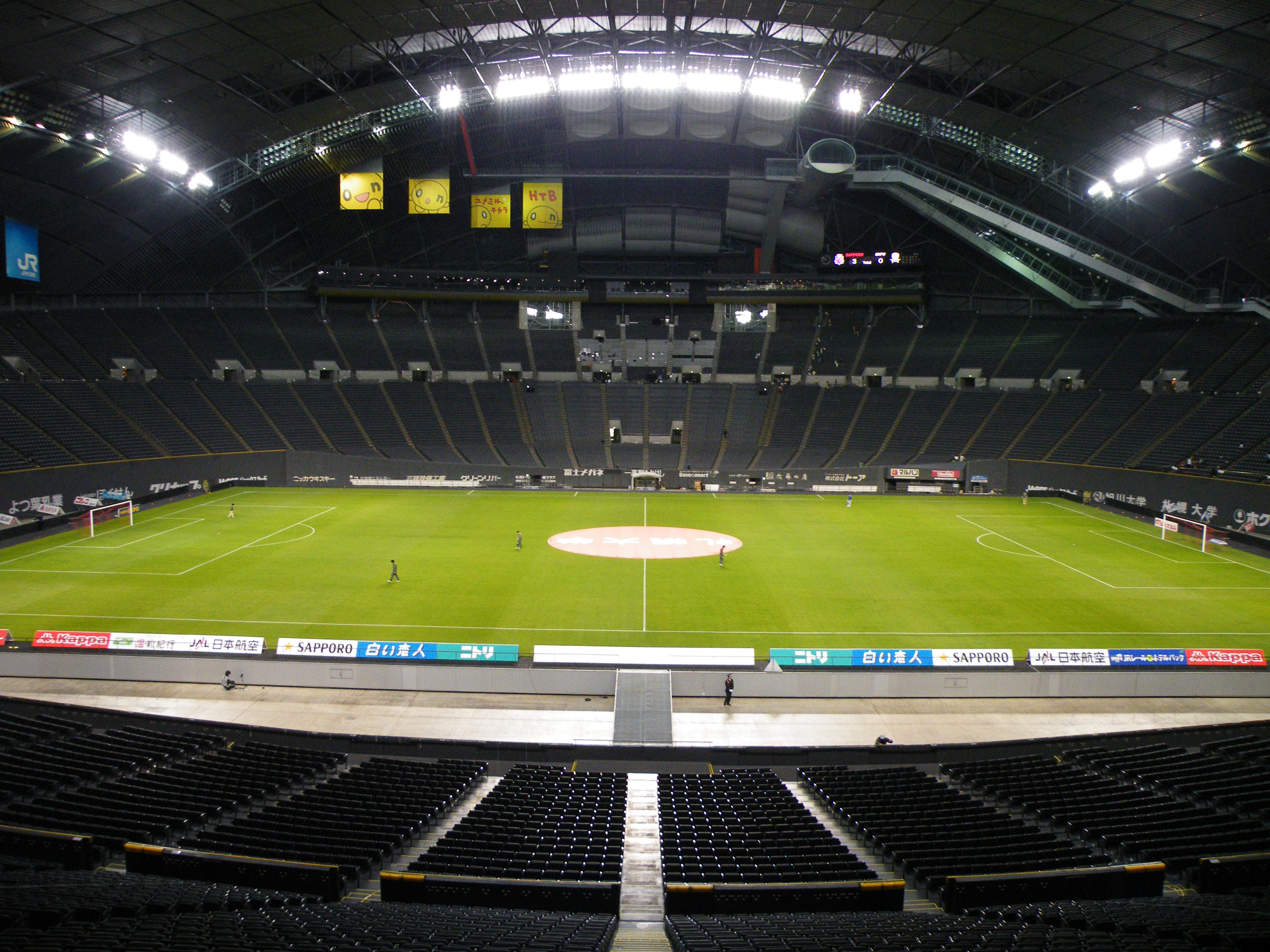
コンサドーレ札幌の本拠地札幌ドーム

2010年3月3日からJ2のコンサドーレ札幌の熊本キャンプに練習生として参加。当初は熊本キャンプ終了日である3月8日までの帯同予定であったが、クラブ側は潜在能力の高さから期間延長を打診し、練習期間が3月14日まで延長となった。その後コンサドーレ札幌の三上大勝強化部長は朴を戦力になると判断し、獲得を決定。コンサドーレ札幌は3月16日に朴と正式契約を結んだことを発表した。契約期間は2011年1月1日までと報道された。
コンサドーレ札幌でのJリーグ初出場は、2010年5月22日の徳島ヴォルティス戦であった。宮澤裕樹が前日の練習中に怪我をしたために出場が決まった。ボランチのポジションで先発し、後半23分に交代するまで中盤の守りで奮闘した。
この試合後、朴は「落ち着いてプレーできた部分はありましたが、（中略）もう少し積極的にプレーできればよかった」とコメントした。石崎信弘監督は「攻守ともまだまだ足りない」「判断早くボールを動かさなければいけない」と述べた。
2010年10月12日、Kリーグ入りを希望したため、本人とクラブ側双方合意の下で契約解除。

## プレースタイル
技術、戦術理解度が高いボランチ。攻守両面にわたりハードワークできる身体能力もあわせ持つ。コンサドーレ札幌の三上大勝強化部長は朴を獲得する際、「ボールを激しく奪い、つなぐことができる」と言及し、「技術が素晴らしいし、体の強さもある」、「アグレッシブさはチームのプラスになる」、「ボランチでの技術やハードワークは、かなり可能性がある」と評価した。またコンサドーレ札幌の石崎信弘監督は、「展開力があるし、攻撃面でも目立っていた」と評価した。

## 所属クラブ
- 2010年 - 同年10月  コンサドーレ札幌
- 2011年 - 2012年  慶南FC
- 2013年 - 2015年  忠州ヒュンメルFC
- 2016年 -  昌原市庁サッカー団

## 個人成績
| 国内大会個人成績 | 国内大会個人成績 | 国内大会個人成績 | 国内大会個人成績 | 国内大会個人成績 | 国内大会個人成績 | 国内大会個人成績 | 国内大会個人成績 | 国内大会個人成績 | 国内大会個人成績 | 国内大会個人成績 | 国内大会個人成績 |
| 年度             | クラブ           | 背番号           | リーグ           | リーグ戦         | リーグ戦         | リーグ杯         | リーグ杯         | オープン杯       | オープン杯       | 期間通算         | 期間通算         |
| 年度             | クラブ           | 背番号           | リーグ           | 出場             | 得点             | 出場             | 得点             | 出場             | 得点             | 出場             | 得点             |
| 日本             | 日本             | 日本             | 日本             | リーグ戦         | リーグ戦         | リーグ杯         | リーグ杯         | 天皇杯           | 天皇杯           | 期間通算         | 期間通算         |
| ---------------- | ---------------- | ---------------- | ---------------- | ---------------- | ---------------- | ---------------- | ---------------- | ---------------- | ---------------- | ---------------- | ---------------- |
| 2010             | 札幌             | 29               | J2               | 2                | 0                | -                | -                | 0                | 0                | 2                | 0                |
| 韓国             | 韓国             | 韓国             | 韓国             | リーグ戦         | リーグ戦         | リーグ杯         | リーグ杯         | FA杯             | FA杯             | 期間通算         | 期間通算         |
| 2011             | 慶南             |                  | Kリーグ          | 0                | 0                |                  |                  |                  |                  |                  |                  |
| 2012             | 慶南             |                  | Kクラシック      | 0                | 0                | -                | -                |                  |                  |                  |                  |
| 2013             | 忠州             | 8                | Kチャレンジ      | 33               | 3                | -                | -                |                  |                  |                  |                  |
| 2014             | 忠州             | 4                | Kチャレンジ      |                  |                  | -                | -                |                  |                  |                  |                  |
| 通算             | 日本             | 日本             | J2               | 2                | 0                | -                | -                | 0                | 0                | 2                | 0                |
| 通算             | 韓国             | 韓国             | Kクラシック      | 0                | 0                |                  |                  |                  |                  |                  |                  |
| 通算             | 韓国             | 韓国             | Kチャレンジ      | 33               | 3                | -                | -                |                  |                  |                  |                  |
| 総通算           | 総通算           | 総通算           | 総通算           | 35               | 3                | 0                | 0                | 0                | 0                | 2                | 0                |

- Jリーグ初出場 - 2010年5月22日 J2第14節 対徳島ヴォルティス （ポカリスエットスタジアム）

## 代表歴
- 2006年 U-19韓国代表
- 2009年 ユニバーシアード韓国代表